# Tàxiles (general)
Tàxiles (en grec antic Ταξίλης) va ser un general de Mitridates VI Eupator, un dels que gaudia de la màxima confiança del rei.
És esmentat per primera vegada l'any 86 aC quan Mitridates el va enviar amb un exèrcit de 110.000 homes a Europa, a Tràcia i Macedònia, en suport d'Arquelau. Va sotmetre Amfípolis (que inicialment li havia plantat cara) i després d'atemorir als macedonis va avançar sense oposició cap a Tessàlia i la Fòcida.
Allí va assetjar Elateia però va ser rebutjat i es va retirar cap a Beòcia per unir-se a Arquelau. Luci Corneli Sul·la va derrotar les forces pòntiques unides a Queronea.
Ja no se'n parla més fins al 74 aC quan va dirigir junt amb Hermòcrates el gran exèrcit que Mitridates va enviar a envair Paflagònia i Bitínia, a la tardor. Durant el setge de Cízic es diu que va donar al rei encertats consells, segons Apià. Derrotats els pòntics i retirats cap al seu propi territori, Tàxiles apareix junt amb Diofant com a comandant en cap de l'exèrcit que es va enfrontar a Luci Licini Lucul·le a Cabeira l'any 72 aC. Les seves accions van aconseguir reduir l'aprovisionament del general romà però al final la campanya va acabar amb la victòria romana i el camp reial va caure en mans de Lucul·le.
Tàxiles va acompanyar Mitridates en la seva fugida a Armènia i el 69 aC apareix al costat de Tigranes II d'Armènia a la gran batalla de Tigranocerta, quan va intentar contradir la confiança del rei armeni en la seva tàctica. Ja no torna a ser esmentat.